# خالد العبد الله السالم الصباح
الشيخ خالد العبد الله السالم الصباح (1931 - 3 يناير 1966 )، وزير كويتي سابق، هو الابن الثاني لأمير الكويت الحادي عشر الشيخ عبد الله السالم الصباح ، وأخو أمير دولة الكويت الرابع عشر الشيخ سعد العبد الله السالم الصباح.

## مهامه الوظيفية
تولى رئاسه إدارة الجمارك والموانئ، وبعام 1962 عين وزيرًا للجمارك والموانئ ضمن الحكومة الكويتية الأولى التي تلت انتخابات المجلس التأسيسي ، وفي 28 يناير 1963 عين وزيرًا للبريد والبرق والهاتف وذلك بعد وضع الدستور وإجراء مجلس الأمة الأول ، وظل بالمنصب حتى 13 مارس 1964 ولم يشغل بعدها أي منصب حكومي. 

## وفاته
توفي في سويسرا في 3 يناير 1966.

## حياته العائلية
والدتة : بتلة بشير عبد الرحمن البشير
تزوج من:
- نورة العدواني.
- الشيخة منيرة صباح الناصر الصباح.

وله من الأبناء:
- الشيخة هيا.
- الشيخة حصة.
- الشيخ جراح.
- الشيخة موضي.
- الشيخة خلود.